# Heliconius occidentalis
Heliconius occidentalis är en fjärilsart som beskrevs av Heinrich Neustetter 1928. Heliconius occidentalis ingår i släktet Heliconius och familjen praktfjärilar. Inga underarter finns listade i Catalogue of Life.